# Apple QuickTake

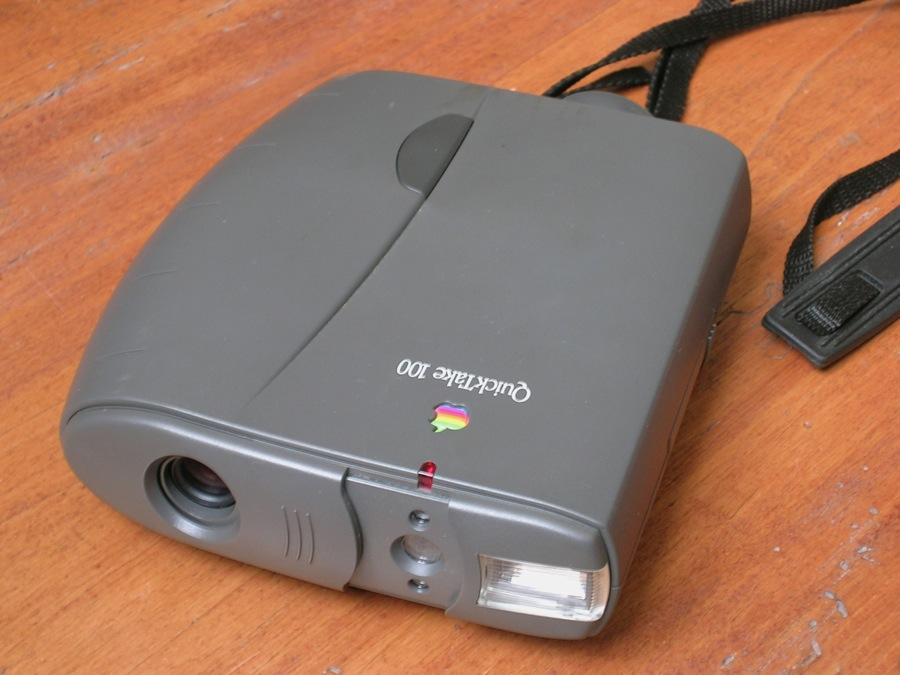
QuickTake 100

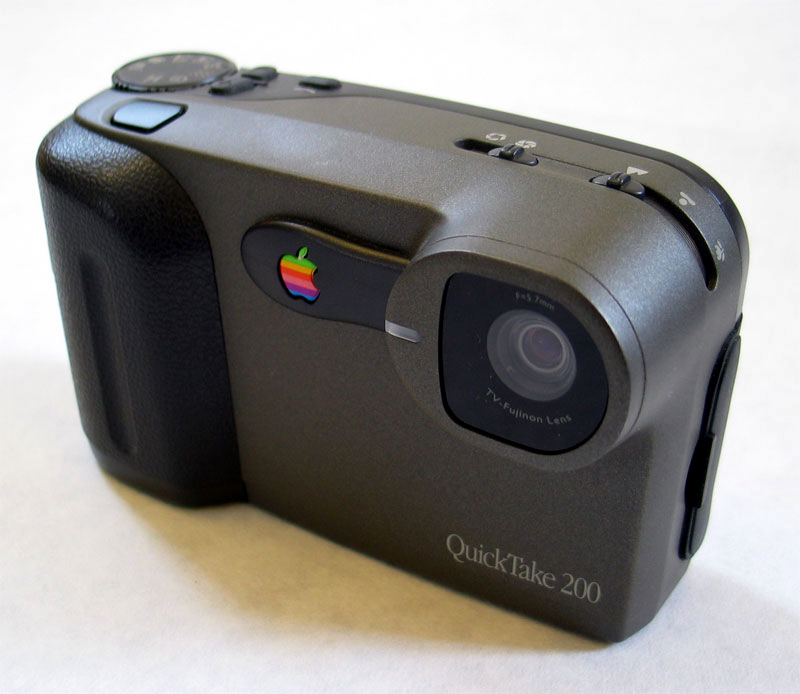
QuickTake 200 (正面)

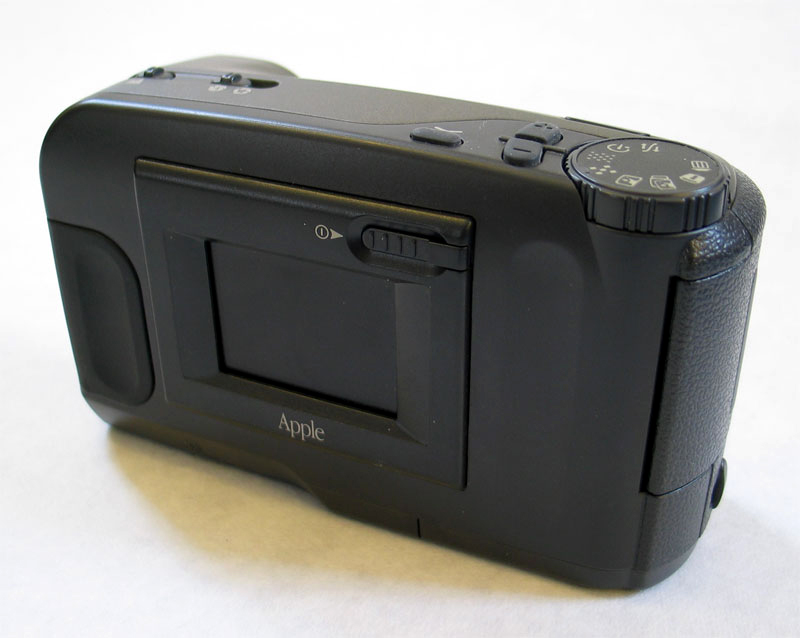
QuickTake 200 (背面)

Apple QuickTake（アップル・クイックテイク）は、Apple Computer（現・Apple）が過去に販売したデジタルカメラである。
QuickTakeという名前は、2019年9月にApple Eventで発表されたiPhone 11 Pro/Pro Maxの動画撮影機能に再利用されている。

## 概要

### QuickTake 100
Macintosh専用のデジタルカメラとして1994年2月に発売された。カシオQV-10より1年以上早く、デジタルカメラの黎明期を代表するモデルのひとつである。コードネームはVenus。製造はAppleが共同開発を行なったコダック製品を製造していたチノンの日本工場で行われていたため、Made in Japanである。
現在一般に発売されているデジタルカメラとは異なる双眼鏡のようなデザインであった。フラッシュこそ内蔵していたものの、レンズは単焦点のパンフォーカス、CCDはビデオ用の35万画素、液晶ディスプレイやEVFなども搭載されていない。操作は光学ファインダーを覗いてシャッターを押すだけであった。記録画像は640x480（VGA）のPICT形式で、内蔵のEPROM(1MB)に記録される。画質は2段階に調節可能で、高画質の場合は8枚、通常画質の場合は32枚の記録ができた。転送は付属のシリアルケーブルを使い、プリンタポートまたはシリアルポートで行う。
当時のAppleの宣伝映像では、撮影した写真をワープロ文書に貼り付けて学級新聞を作る、といった利用方法が紹介されていた。

### QuickTake 150
QuickTake 100の後継として1995年5月に発表された。コードネームはMars。製造は引き続きコダックの提携先のチノンが行っていた。
QuickTake 100に比べて記録枚数が2倍に増え、クローズアップレンズが付属した。別売でWindows用接続キットが用意された。QuickTake 100をQuickTake 100 Plus（QuickTake 150相当）に有料でアップグレードすることも可能であった。

### QuickTake 200
富士写真フイルムとの共同開発で、富士写真フイルムのデジタルカメラ、「クリップ・イットDS-8」のOEMであり、1997年2月18日に発表された。消去モードがごみ箱になっているなど、Macintoshユーザ向けのアレンジが加えられていた。コードネームはNeptune。
デジタルカメラ専用設計の正方画素CCDを採用、液晶ディスプレイ、撮影モードダイヤルなどを備えており、現在のデジタルカメラに近い外観である。記録にはスマートメディアを利用するため、Windowsでも使用できた。Macintoshに接続するとマスストレージとして写真を転送することも可能であった。

## 撤退
1997年、スティーブ・ジョブズのApple復帰による不採算事業の整理に伴い、Appleはデジタルカメラ事業から撤退した。

## 仕様
|                    | QuickTake 100    | QuickTake 150                   | QuickTake 200                   |
| ------------------ | ---------------- | ------------------------------- | ------------------------------- |
| コードネーム       | Venus            | Mars                            | Neptune                         |
| カラー             | 24-bit           | 24-bit                          | 24-bit                          |
| 解像度             | 640x480 ピクセル | 640x480 ピクセル                | 640x480 ピクセル                |
| 撮影フォーマット   | PICT, QuickTake  | TIFF, BMP, PCX, JPEG, QuickTake | TIFF, BMP, PCX, JPEG, QuickTake |
| レンズ             | 8 mm             | 8 mm                            | 8 mm                            |
| 記録メモリ         | 1MB 内蔵EPROM    | 1MB 内蔵EPROM                   | 2-4MB 5V スマートメディア       |
| シャッタースピード | 1/30 〜 1/175 秒 | 1/30 〜 1/175 秒                | 1/4 〜 1/5000 秒                |
| 接続               | RS-232C          | RS-422, RS-232C                 | RS-232C , NTSC I/O              |
| 発売               | 1994年2月16日    | 1995年5月                       | 1997年2月                       |
| 価格               | $749 US          | $700 US                         | 79,800円 ($600 US)              |